# رالف بورنس
رالف بورنس (بالإنجليزية: Ralph Burns)‏ (و. 1922 – 2001 م) هو موزع (موسيقى)، وعازف بيانو، وملحن، وعازف جاز، وكاتب أغاني، ومؤلفو موسيقى تصويرية، من الولايات المتحدة الأمريكية، ولد في نيوتن، توفي في لوس أنجلوس، عن عمر يناهز 79 عاماً.

## التعليم
تعلم في معهد نيو إنجلند للموسيقى ‏.

## جوائز وترشيحات
حصل على جوائز منها:
- جائزة إيمي
- جائزة الأوسكار لأفضل فيلم موسيقي أصلي، عن عمل: ملهى
- جائزة الأوسكار لأفضل فيلم موسيقي أصلي، عن عمل: كل هذا الجاز.

ترشح لـ:
- جائزة الأوسكار لأفضل فيلم موسيقي أصلي، عن عمل: ملهى
- جائزة الأوسكار لأفضل فيلم موسيقي أصلي، عن عمل: كل هذا الجاز
- جائزة الأوسكار لأفضل فيلم موسيقي أصلي، عن عمل: Annie (1982 film) [الإنجليزية]‏.

## وصلات خارجية
- رالف بورنس على موقع IMDb (الإنجليزية)
- رالف بورنس على موقع ميوزك برينز (الإنجليزية)
- رالف بورنس على موقع قاعدة بيانات برودواي على الإنترنت (الإنجليزية)
- رالف بورنس على موقع أول ميوزيك (الإنجليزية)
- رالف بورنس على موقع ديسكوغز (الإنجليزية)
- رالف بورنس على موقع قاعدة بيانات الفيلم (الإنجليزية)